# Aammiq-Sumpf

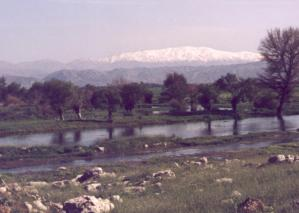
Ammiq

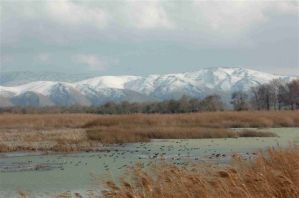
Das Feuchtgebiet im Winter

Die Aammiq-Aue, auch: Aammiq-Sumpf (Aamiq, Ammiq; arabisch مستنقع عميق, DMG Mustanqaʿ ʿAmīq, englisch Aammiq Wetland), ist das größte verbliebene Auengebiet im Libanon, ein Überbleibsel der ausgedehnten Auenlandschaften, die früher die Bekaa-Ebene prägten. Sie wurde 1994 von Birdlife International als Important Bird Area im Mittleren Osten gekennzeichnet und 1995 in das Verzeichnis von Feuchtgebieten der IUCN aufgenommen. 1999 folgte die Deklaration als Gebiet Nr. 978 der Ramsar-Konvention und 2005 die Auszeichnung als Biosphärenreservat zusammen mit dem Al-Chouf-Zedern-Naturreservat durch die UNESCO.

## Geographie
Das Sumpfgebiet liegt an einer der wichtigsten Vogelzugrouten der Welt. Bisher wurden bereits 250 verschiedene Vogelarten beobachtet. Das Feuchtgebiet liegt 7 km südwestlich der Stadt Qab Elias am Ostrand des Libanongebirges. Die Kernzone mit Schilfröhricht und Wassertümpeln erstreckt sich über 253 ha in einem langen Streifen vom östlichen Fuß des Gebirges zum Litani. Regen und Schnee an der Steigung des Baruk versorgen das Gebiet mit reichlich Wasser. Die Niederschläge, die größtenteils zwischen Dezember und März niedergehen, füllen schnell die verkarsteten Gesteinsschichten der Berge und kommen als Quellen am Talgrund wieder zum Vorschein. Das Wasser ist besonders rein. Allerdings trockneten die Quellen in den Jahren nach 2010 wiederholt aus, so dass nur spärliche Tümpel zurückblieben. Durch die Einführung verbesserter Bewässerungstechniken durch die Umweltorganisation A Rocha und den Anbau von Feldfrüchten mit geringerem Wasserverbrauch konnte die durchgängige Bewässerung des Marschlandes sichergestellt werden. Seit 2002 ist seither eine Zunahme an überwinternden und brütenden Vögeln zu verzeichnen. Rund um die Wasserstellen und die Schilfdickichte erstrecken sich Teilbrachen, Viehweiden, Entwässerungsgräben und Baumalleen, die alle zur Biodiversität beitragen. Zusätzliche Biotope bieten Waldflächen und felsige Heidegebiete an den Berghängen. In den Wäldern beim Dorf Aammiq leben Blutspecht (Dendrocopus syriacus) und Zederngirlitz (Serinus syriacus). Die Heideflächen sind Heimat für Steinschmätzer, Grassänger und Würger und in den felsigen Schluchten leben Felsenkleiber (Sitta neumayer) und Uhus (Bubo bubo). Verbreitete Säugetiere sind das Kaukasische Eichhörnchen, Wildkatze, Wildschwein und das Indische Stachelschwein (Hystrix indica).

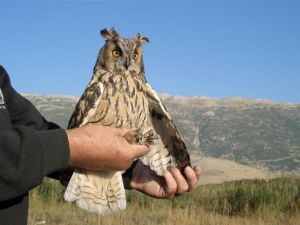
Waldohreule bei der Beringung

Glücklicherweise hat sich die Landbesitzer-Familie, welcher der größte Teil des Gebiets gehört für die Erhaltung des wertvollen Gebietes eingesetzt und versucht durch Ökotourismus die Region aufzuwerten.

## Forschungsprojekte
Die Naturschutzorganisation A Rocha im Libanon wurde 1996 gegründet. Seitdem wurde durch sie die Forschung zu Flora und Fauna des Libanon und speziell in West-Bekaa stark vorangetrieben. Es wurden Studien erstellt und Kurz- und Langzeit-Projekte durchgeführt sowie ein dauerhaftes Überwachungsprogramm eingerichtet. Vor allem einige Kurzzeitstudien haben schon große Beiträge zum Wissen über die Vogelwelt des Libanon beigetragen. Zu den Studien gehörten unter anderen eine herbstliche Zugvogelzählung (1998), eine Bestandsaufnahme der Vogelarten an den Berghängen oberhalb von Aammiq (1999/2000) und eine Studie zu den herbstlichen Zugrouten von Raubvögeln (2000). Darüber hinaus wurden an der Fundstelle von Aammiq auch archäologische Studien durchgeführt, unter anderen eine Pollenanalyse.

## Fauna
Die meisten der Tierarten wurden durch Bestandsaufnahmen der Naturschutzorganisation A Rocha erfasst. Im Folgenden gibt es eine Übersicht über die wichtigsten Arten, die im Aammiq-Feuchtgebiet oder in der Umgebung vorkommen.
Säugetiere
Der Fischotter Lutra lutra war seit ca. 1975 verschwunden; im Juni 2003 konnte sein Vorkommen wieder bestätigt werden. Wasserbüffel wurden zur Landschaftspflege im Feuchtgebiet eingesetzt. Darüber hinaus gibt es: Südlicher Weißbrustigel (Erinaceus concolor), Kaphase (Lepus capensis), Kaukasisches Eichhörnchen (Sciurus anomalus), Indisches Stachelschwein (Hystrix indica), Wolf (Canis lupus), Rotfuchs (Vulpes vulpes), Dachs (Meles meles), Streifenhyäne (Hyaena hyaena), Edmigazelle (Gazella gazella), Wildschwein (Sus scrofa) und Rohrkatze (Felis chaus). Die großen Raubtiere wie Asiatischer Löwe (Panthera leo persica) und der asiatische Gepard (Acinonyx jubatus venaticus) sind ausgestorben.

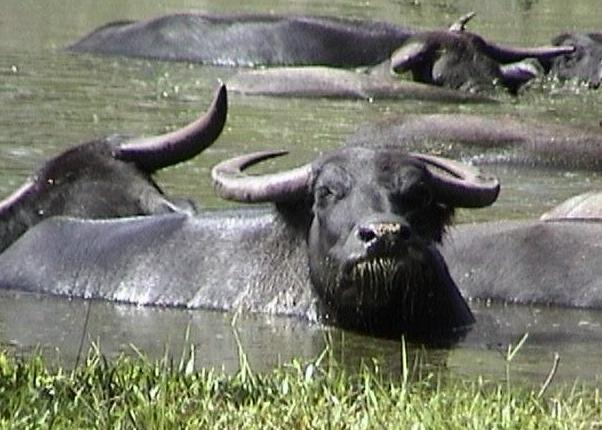
Wasserbüffel
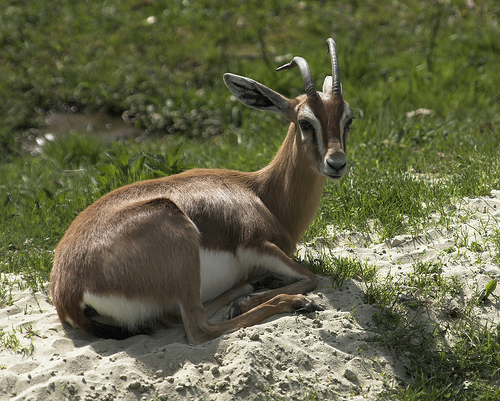
Gazelle
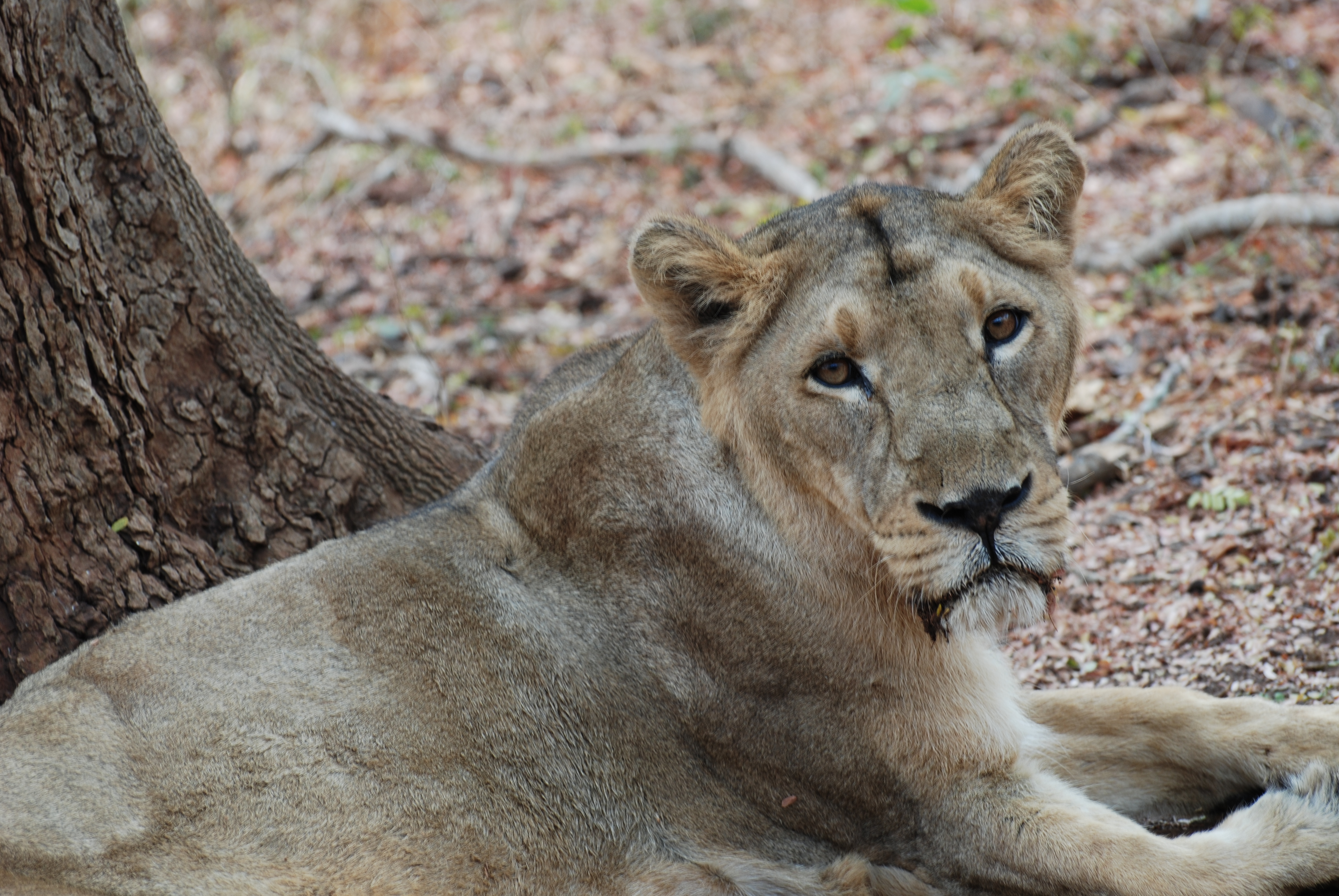
Asiatische Löwin

Vögel
Seit 1996 wurden etwa 260 Vogelarten beobachtet. Viele davon sind allerdings nur Durchzügler:
Zu den gefährdetsten Gästen zählen Schelladler (Aquila clanga), Kaiseradler (Aquila heliaca), Rötelfalke (Falco naumanni), Doppelschnepfe (Gallinago media), Moorente (Aythya nyroca) und Steppenweihe (Circus macrourus).
bei den Zugvögeln fallen vor allem Störche und Schreiadler auf, die zeitweise zu hunderten gleichzeitig in Aammiq ankommen. Andere Zugvögel stellen sich nur in kleineren Gruppen ein: Zwergscharbe (Microcarbo pygmeus), Rosapelikan (Pelecanus onocrotalus), Rosaflamingo (Phoenicopterus rubber), Fischadler (Pandion haliaetus), Klippenadler (Aquila verreauxii), Wanderfalke (Falco peregrinus), Kranich (Grus grus), Felsentaube (Columba livia).

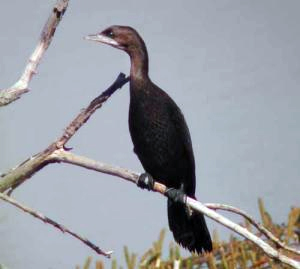
Zwergscharbe
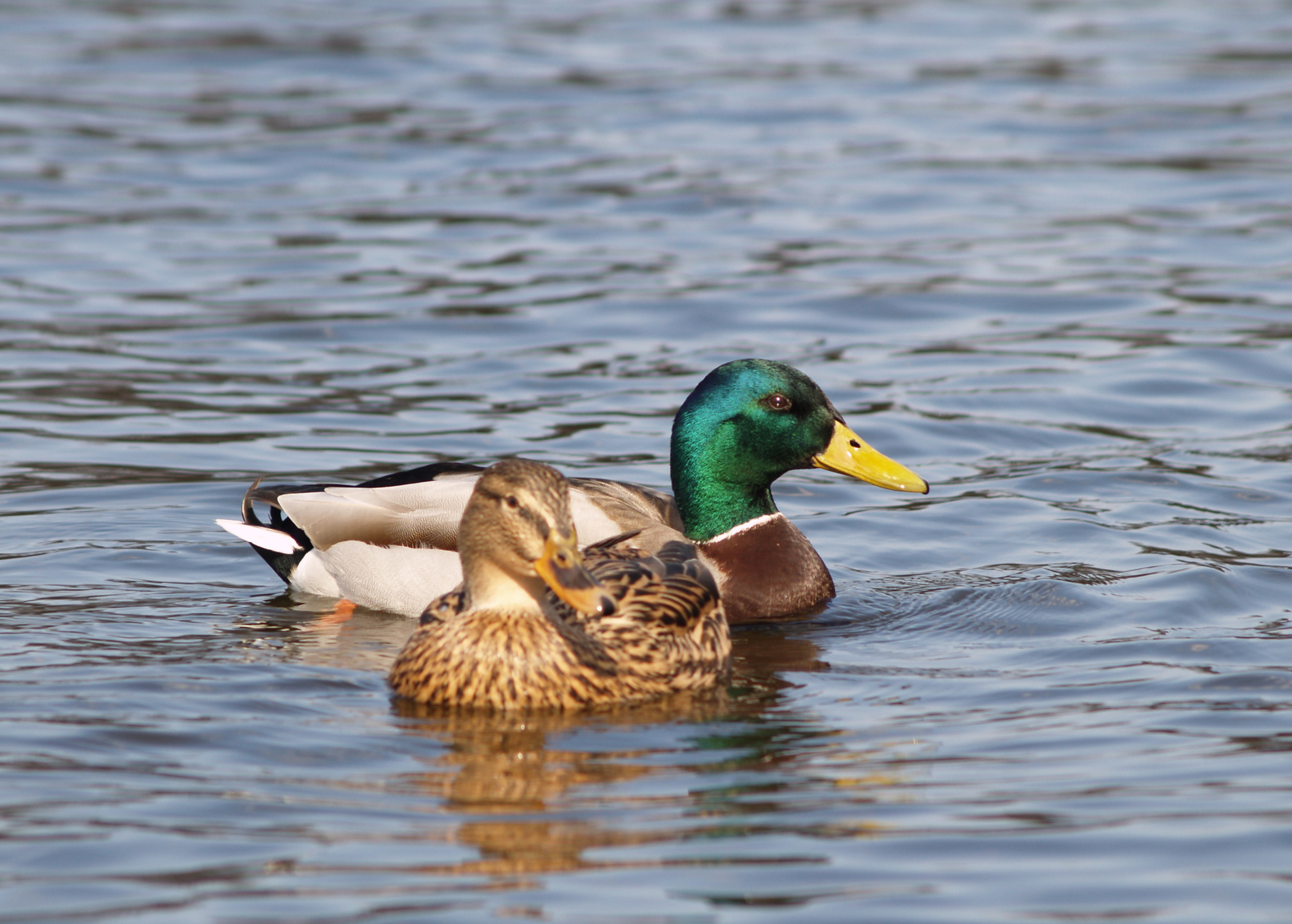
Stockente
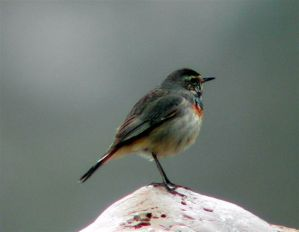
Blaukehlchen
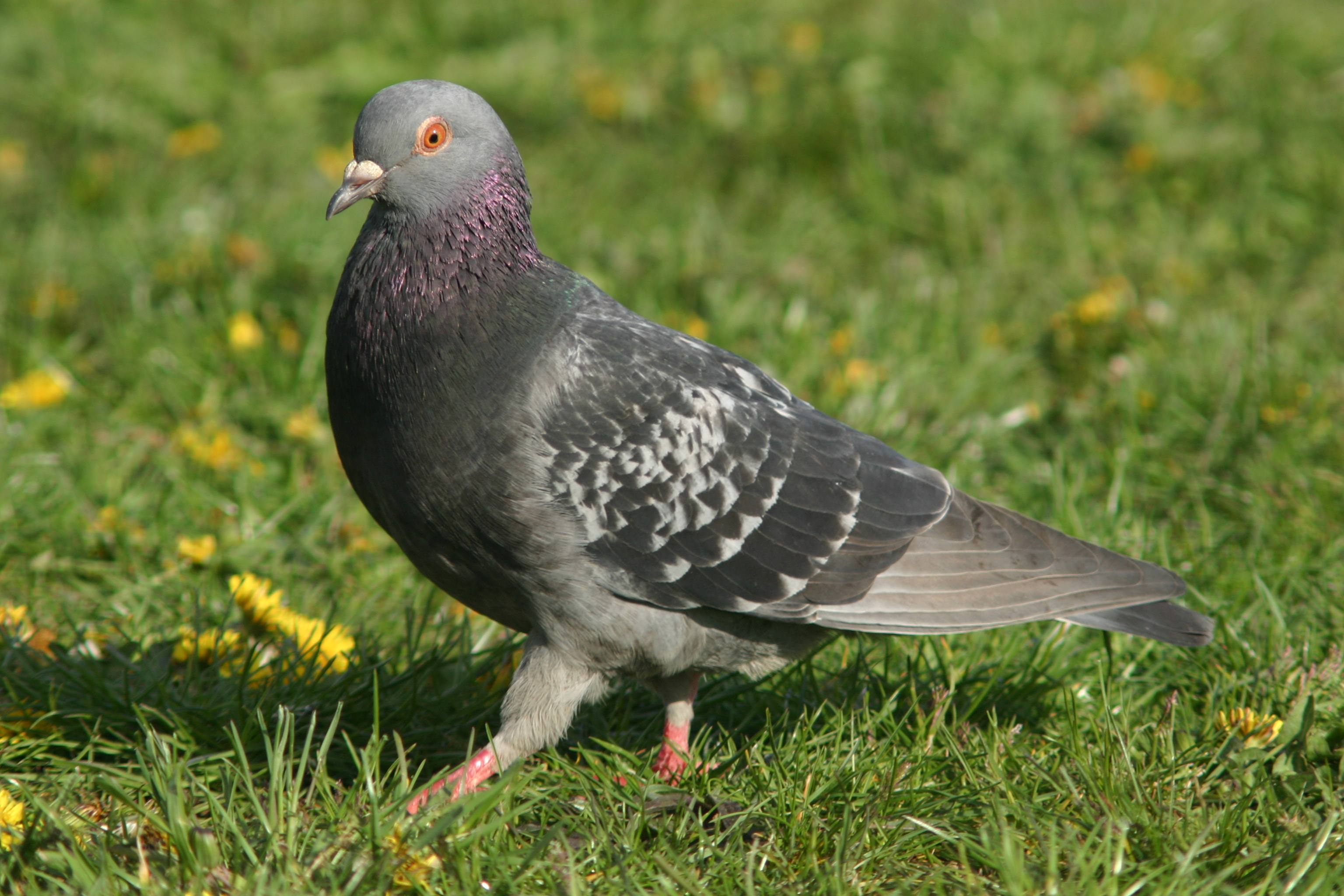
Felsentauben

Amphibien und Reptilien
Neben der Vielfalt an Vögeln, wurden auch fünf Amphibien und zwölf Reptilien-Arten gezählt. Unter anderen: Wechselkröte (Bufotes viridis), Mittelmeer-Laubfrosch, Levante-Eidechse (Lacerta media), Blödauge (Typhlops vermicularis), Levanteotter (Macrovipera lebetina).

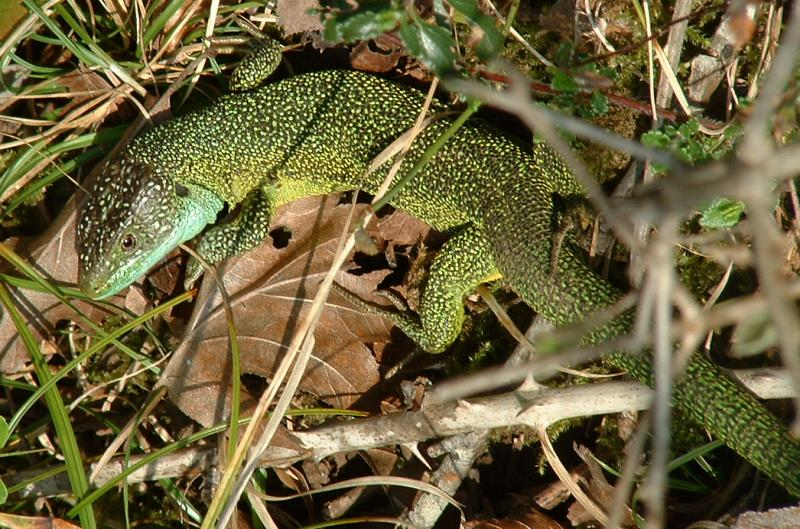
Smaragd-Eidechse
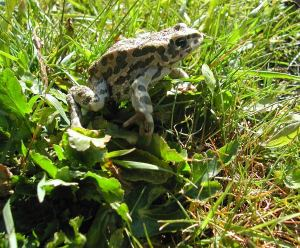
Wechselkröte
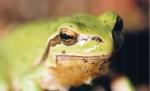
Mittelmeer-Laubfrosch
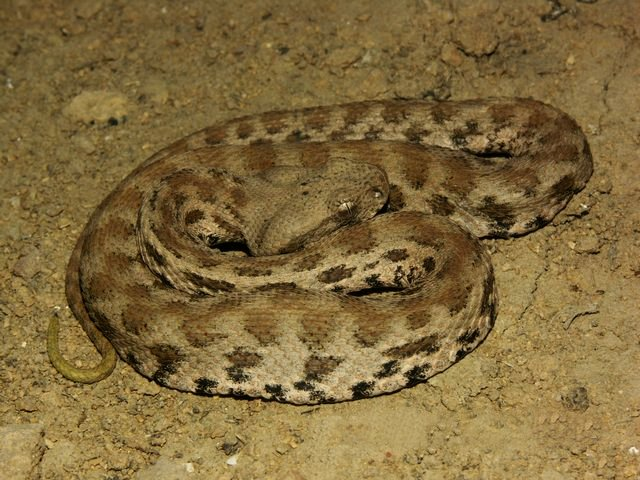
Levanteotter

Schmetterlinge und Libellen
Alle zwei Jahre findet eine Bestandsaufnahme der Schmetterlinge statt. Man hat bisher 53 Arten gezählt:
Dickkopffalter (Carcharodus boeticus), Schwalbenschwanz (Papilio machaon), Segelfalter (Iphiclides podalirius), Falscher Apollo (Archon apollinus), Großer Kohlweißling (Pieris brassicae), Kleiner Monarch (Danaus chrysippus), Großer Wanderbläuling (Lampides boeticus).

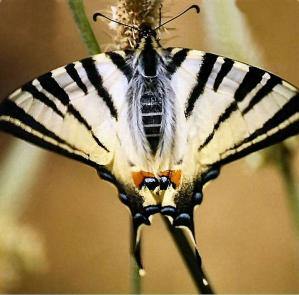
Segelfalter

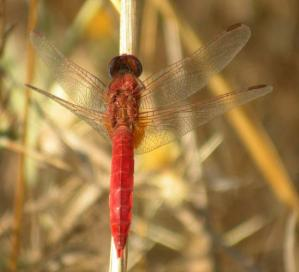
Scarlet dragonfly

Auch die Libellen sind in großer Anzahl vertreten: Kleinlibellen und Großlibellen: Hufeisen-Azurjungfer (Coenagrion puella), Große Pechlibelle (Ischnura elegans), Große Königslibelle (Anax imperator), Südliche Heidelibelle (Sympetrum meridionale), Feuerlibelle (Crocothemis erythraea).

## Umwelterziehung
A Rocha Lebanon unterhält am Feuchtgebiet seit 1998 ein Umwelterziehungsprogramm. Das Programm richtet sich an Schüler und Studenten und hat bereits über 6000 Jugendliche erreicht. Das Programm ist verbunden mit dem Heimatkunde-Curriculum der Schulen und bietet Unterricht über Ökosysteme aus erster Hand.